# Caffaro (fiume)
Il Caffaro (in bresciano Càfer) è un fiume della provincia di Brescia, appartenente al bacino del lago d'Idro. Nasce dal Cornone di Blumone, presso il Passo del Termine nel territorio di Breno, all'interno del Parco regionale dell'Adamello. Percorre la Valle del Caffaro bagnando Bagolino e alcune frazioni e si immette nel Chiese poco prima che quest'ultimo entri nel lago d'Idro, in località Ponte Caffaro. Segna per un breve tratto il confine con la provincia di Trento (comune di Storo).
Affluenti principali sono il Riccomassimo, il Rio Frèi, il Dazare, il Bruffione, il Lajone, il Sanguinera, il Vaia, il Dasdanè, il Racigande, il Berga e il Leprazzo.
Le acque del Caffaro vengono sfruttate per la produzione di energia idroelettrica.